# 亞憶
亞憶有限公司，簡稱亞憶（英語：Action Asia Limited，SGX：A59），在1987年由臺灣憶聲電子在馬來西亞創立，名為「憶聲電子工業(馬)股份有限公司」。總裁為彭文志。
主要業務生產及銷售消费生活时尚娱乐多媒体产品，以及车内娱乐多媒体产品，而總部位於2480 Tingkat Perusahaan Enam, Prai Free Trade Zone, 13600 Perai, Penang, Malaysia，以及6 Shenton Way #28-09 DBS Building Tower 2 Singapore 068809。
而股份在2004年1月15日於新加坡交易所主板上市。招股價為0.31新加坡元，發行股份為100,000,000股，集資額為31,000,000新加坡元。

## 連結
- ActionInd.com.my （页面存档备份，存于）